# Jacob Zuma
Jacob Gedleyihlekisa Zuma (Inkandla, KwaZulu-Natal, 12 de abril de 1942) es un político sudafricano que ejerció como el cuarto Presidente de la República de Sudáfrica desde 2009 hasta 2018. Fue también presidente del Congreso Nacional Africano (ANC), partido político en el poder en la República de Sudáfrica, elegido por la Conferencia Nacional el 18 de diciembre de 2007, puesto que mantuvo hasta diciembre de 2017. Zuma fue vicepresidente de la República de 1999 a 2005. El 14 de febrero de 2018 renunció a su cargo como presidente.
Desde 2018, la Comisión Zondo establecida por Zuma ha estado investigando la corrupción y el fraude en el gobierno, y el propio Zuma ha sido llamado a declarar ante la Comisión. No ha vuelto a la investigación desde que se retiró el cuarto día de su testimonio en julio de 2019 .  En un asunto legal separado, en 2018, el Tribunal Superior de Sudáfrica respaldó una decisión de restablecer los cargos de corrupción de 2009 contra Zuma relacionados con un negocio de armas de $ 5 mil millones de la década de 1990. Enfrenta 16 cargos de corrupción, crimen organizado, fraude y lavado de dinero, aceptando un total de 783 pagos ilegales. Zuma se declaró inocente en mayo de 2021.
El 29 de junio de 2021, se convirtió en el primer presidente sudafricano desde el fin del gobierno de la minoría blanca en 1994 en recibir una sentencia de prisión. El Tribunal Constitucional dictó una sentencia de 15 meses por desacato al tribunal después de que Zuma desafió una orden judicial anterior de regresar y testificar ante la Comisión Zondo. El 7 de julio de 2021, Zuma se entregó a la policía y fue admitido en el Centro Correccional de Estcourt en su provincia natal de KwaZulu-Natal. Tras su sentencia, comenzaron una serie de protestas y disturbios en Sudáfrica.

## Biografía

### Juventud
Zuma nació en Zululandia (parte actualmente de KwaZulu-Natal). Su padre era policía, y murió siendo Zuma todavía un niño. Su isibongo (nombre de clan) es Zuma, y es llamado de manera afectiva Msholozi. Frecuentó la escuela apenas por algunos años, y no recibió ninguna educación formal después de la educación primaria. En su juventud su familia se instaló en los suburbios de Durban, en la región de Umkhumbane (Chesterville).

## Activismo contra elapartheid

### Encarcelamiento y exilio
Zuma se unió al Congreso Nacional Africano (ANC) en 1959. Se convirtió en uno de los líderes del Umkhonto we Sizwe en 1962. El mismo año fue detenido y acusado de conspirar para derribar el gobierno, siendo condenado a diez años de prisión, que pasó en Robben Island, con Nelson Mandela y otros líderes del ANC.
Se exilió en 1975, estableciéndose primero en Suazilandia, y después en Mozambique. Se convirtió en miembro del Comité Ejecutivo Nacional del ANC en 1977, desempeñándose también como representante del ANC en Mozambique, cargo que ocupó hasta la firma del Acuerdo de Nkomati.
Zuma fue obligado a abandonar Mozambique en enero de 1987, trasladándose al cuartel general del ANC, entonces en Lusaka (Zambia). Fue elegido para formar parte del politburó del partido en abril de 1989.  Su período en el cargo es todavía motivo de una considerable controversia.

### Retorno del exilio
Tras la legalización del ANC, en febrero de 1990, Zuma fue uno de los primeros líderes del partido en regresar al país e iniciar el proceso de negociaciones.
En 1990 fue elegido como Director del ANC para la región de Natal, y asumió un papel destacado en la lucha contra la violencia política en la región, entre miembros del ANC y del Inkatha (Inkatha Freedom Party, "Partido Inkatha de la Liberdad", IFP). Fue elegido vicesecretario general del ANC ese mismo año, y en enero de 1994 fue designado candidato del partido por KwaZulu-Natal.

## Ascenso

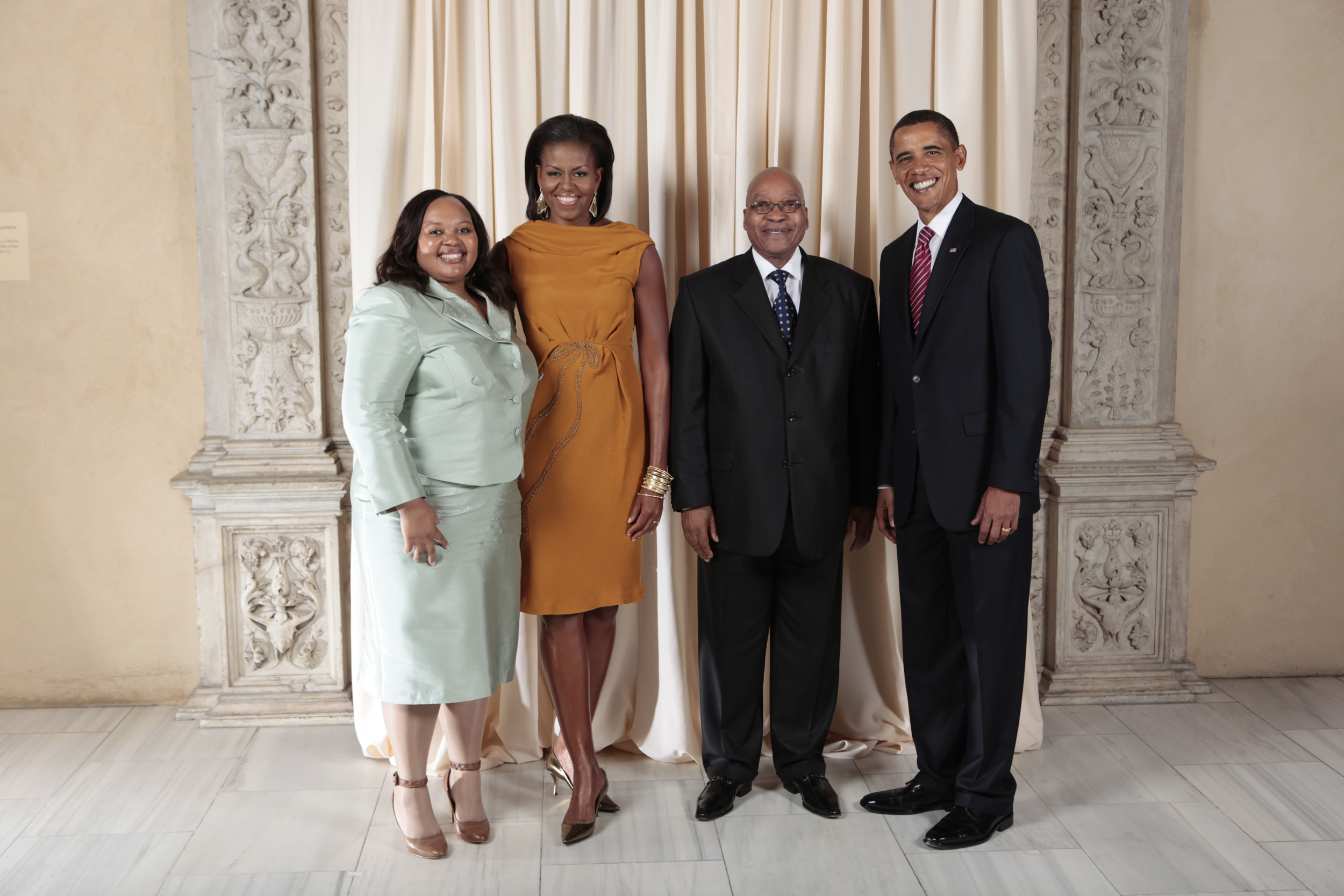
Jacob Zuma siendo recibido por la familia Obama en el Metropolitan Museum of Art, 2009.

Después de las elecciones generales de 1994, fue designado como Miembro del Comitê Ejecutivo (MEC) de Asuntos Económicos y Turismo del gobierno provincial de KwaZulu-Natal. En diciembre del mismo año, fue elegido líder nacional del ANC, y líder ejecutivo del ANC en KwaZulu-Natal, siendo reelegido en 1996. Fue elegido vicepresidente del ANC en la Conferencia Nacional realizada en Mafikeng, en diciembre de 1997, y fue designado vicepresidente del país en junio de 1999. 
El presidente Thabo Mbeki retiró a Zuma de sus funciones como vicepresidente el 14 de julio de 2005, debido a las acusaciones de corrupción ligadas al Acuerdo de Armas de Sudáfrica, realizado en 1999.

### Presidencia del CNA
Tras una serie de conferencias del partido entre octubre y noviembre de 2007, Zuma se perfiló como favorito para el cargo de presidente del partido, siendo oficialmente elegido para el puesto el 18 de diciembre de 2007, por 2.329 votos, derrotando a los 1.505 votos de Thabo Mbeki. Pocos días más tarde, el 28 de diciembre, estallaron varias acusaciones contra Zuma de blanqueo de dinero, corrupción política y fraude.
En septiembre de 2008 el CNA retiró a Thabo Mbeki de la presidencia del país, y colocó al vicepresidente, Kgalema Motlanthe, como presidente-interino hasta las elecciones generales de 2009, cuando Zuma se convirtió en el nuevo presidente del país.
A pesar del perfil socialdemócrata de su partido, lleva a cabo una política más bien liberal. No emprende ninguna reforma en materia de educación y, en cambio, deja que las universidades fijen sus propias tarifas. Las autoridades también favorecen la represión ante la protesta social: en 2012, durante las huelgas de los mineros en Marikana, la represión policial provocó la muerte de treinta y cuatro huelguistas, lo que supuso la primera masacre de la era post-apartheid.
El 29 de julio de 2024, la comisión disciplinaria del ANC decidió excluir permanentemente a Jacob Zuma, tras liderar un partido competidor en las elecciones de mayo de 2024.
El 22 de noviembre de 2024, el partido registró definitivamente la exclusión de Jacob Zuma del ANC, luego de que Jacob Zuma rechazara la apelación.

## Polémicas
Zuma se ha visto envuelto en varios casos con la justicia sudafricana. Fue acusado de abusos sexuales en 2005, pero fue absuelto. Además, ha tenido que enfrentar una importante batalla legal debido a numerosas alegaciones, sin embargo 6 de abril de 2009, la Fiscalía Nacional sudafricana decidió retirar los cargos, alegando interferencias en la vida política del país.
Jacob Zuma, quien ha estado casado seis veces, practica abiertamente la poligamia. En 2012 el Daily Telegraph estimó en 20 el número de hijos del presidente sudafricano.[cita requerida] Zuma ha sido de manera repetida acusado de connivencia con el clan familiar y económico de los Gupta, de origen hindú.
Su hija Nomcebo es la 16.ª esposa del rey Mswati III de Suazilandia.

## Arresto
Zuma fue sentenciado a 15 meses de cárcel el 29 de junio de 2021 por desacato al tribunal, luego de que se negara a comparecer ante una comisión designada por el gobierno que investigaba presunta corrupción durante sus nueve años en el cargo. Se le dio hasta finales del 4 de julio para entregarse, después de lo cual el Servicio de Policía de Sudáfrica se vería obligado a arrestarlo. Sin embargo, el 3 de julio, el Tribunal Constitucional aceptó conocer su demanda el 12 de julio.
Si Zuma se negaba a rendirse antes del 4 de julio, la policía tenía plazo hasta el 7 de julio para arrestarlo. Simpatizantes se habían reunido cerca de su casa con armas para detener su detención, pero el 7 de julio se entregó a la policía y fue encarcelado en el Centro Correccional de Estcourt.
Zuma impugnó su detención el 9 de julio en el Tribunal Superior de Pietermaritzburg por motivos de salud, pero fue rechazada . Su arresto provocó protestas y el posterior saqueo en KwaZulu-Natal y Gauteng. Las protestas se extendieron posteriormente a la provincia de Gauteng.
En agosto de 2021, Jacob Zuma recibiría una pensión insuficiente para cubrir sus gastos legales. En cualquier caso, eso es lo que sugieren sus familiares, que piden a sus conciudadanos que contribuyan con su exjefe de Estado.
En septiembre de 2021, el Tribunal Constitucional de Sudáfrica desestimó severamente la petición del expresidente Jacob Zuma de revertir su fallo que lo condenaba a 15 meses de prisión por desacato a la justicia.

| Predecesor: Thabo Mbeki       | Vicepresidente de la República de Sudáfrica 1999 – 2005 | Sucesor: Phumzile Mlambo-Ngcuka |
| Predecesor: Thabo Mbeki       | Presidente del Congreso Nacional Africano 2007 – 2017   | Sucesor: Cyril Ramaphosa        |
| Predecesor: Kgalema Motlanthe | Presidente de la República de Sudáfrica 2009 – 2018     | Sucesor: Cyril Ramaphosa        |